# Walter Lang
Walter Lang (10. srpna 1896 Memphis – 7. února 1972 Palm Springs) byl americký filmový režisér.

## Život
Narodil se 10. srpna 1896 v Memphisu v Tennessee a po ukončení střední školy odešel za prací do New Yorku, kde získal místo v administrativě filmové společnosti. Práce v kancéláři ho však nenaplňovala, ale brzy na to se na žádost stal alespoň asistentem režie. I to mu však příliš nevyhovovalo a rozhodl se proto odcestovat do Paříže, kde studoval malířství. Ani zde se mu však nedařilo uplatnit a tak se vrátil zpět do USA k filmařství.
Jeho prvním režijním debutem se v roce 1925 stal němý film The Red Kimona a od roku 1930 začal pracovat pro studio 20th Century Fox. Mezi jeho nejlepší filmy patří mj. Malá princezna (1939), Week-End in Havana (1941) či Moon Over Miami (1941). Během 40. let se také podílel na několika muzikálech, které studio Fox velmi proslavily.
Jeho nejslavnějším filmem se však stal muzikál Král a já (1956), za který byl dokonce nominován na Oscara za nejlepší režii.
Při natáčení komedie Love Befor Breakfast se v roce 1936 seznámil s herečkou Madalynne Fieldovou, se kterou se o rok později také oženil a manželství jim vydrželo až do jeho smrti. Jeho žena Madalynne se také přátelila s podstatně slavnější herečkou Carole Lombardovou, které v té době dělala sekretářku.
Za svou kariéru natočil celkem 64 filmů a zemřel 7. února 1972 ve věku 75 let.

## Filmografie
- 1925 The Red Kimona
- 1926 The Earth Woman
- 1926 The Golden Web
- 1926 Money to Burn
- 1927 The Ladybird
- 1927 The Satin Woman
- 1927 Sally in Our Alley
- 1927 By Whose Hand?
- 1927 The College Hero
- 1928 The Night Flyer
- 1928 Alice Through a Looking Glass
- 1928 The Desert Bridge
- 1929 The Spirit of Youth
- 1930 Hello Sister
- 1930 Cock o' the Walk
- 1930 The Big Fight
- 1930 The Costello Case
- 1930 Brothers
- 1931 Command Performance
- 1931 Hell Bound
- 1931 Women Go on Forever
- 1932 No More Orchids
- 1933 The Warrior's Husband
- 1933 Meet the Baron
- 1934 Whom the Gods Destroy
- 1934 The Party's Over
- 1934 The Mighty Barnum
- 1935 Carnival
- 1935 Hooray for Love
- 1936 Love Before Breakfast
- 1937 Top of the Town
- 1937 Jeho pravá ruka (v originále Wife, Doctor and Nurse)
- 1937 Second Honeymoon
- 1938 The Baroness and the Butler
- 1938 I'll Give a Million
- 1939 Malá princezna (v originále The Little Princess)
- 1939 Pod dusotem kopyt (v originále Susannah of the Mounties)
- 1940 The Blue Bird
- 1940 Star Dust
- 1940 The Great Profile
- 1940 Tin Pan Alley
- 1941 Moon Over Miami
- 1941 Week-End in Havana
- 1942 Song of the Islands
- 1942 The Magnificent Dope
- 1943 Coney Island
- 1944 Greenwich Village
- 1945 State Fair
- 1946 Claudia and David
- 1946 Sentimental Journey
- 1947 Mother Wore Tights
- 1948 Sitting Pretty
- 1948 When My Baby Smiles at Me
- 1949 You're My Everything
- 1950 Cheaper by the Dozen
- 1950 The Jackpot
- 1951 On the Riviera
- 1952 With a Song in My Heart
- 1953 Call Me Madam
- 1954 Není nad showbyznys (v originále There's No Business Like Show Bussiness)
- 1956 Král a já (v originále The King and I)
- 1957 Desk Set
- 1959 But Not for Me
- 1960 Kankán (v originále Can-Can)
- 1961 The Marriage-Go-Round
- 1961 Sněhurka a tři moulové (v originále Snow White and the Three Stoogers)